# Why Can't I Wake Up with You
Singles de Take That
Could It Be Magic
(1992) Pray
(1993)
Clip vidéo
[vidéo] « Why Can't I Wake Up with You », sur YouTube
Why Can't I Wake Up with You est une chanson du boys band anglais Take That. Elle est originellement parue sur leur premier album studio Take That & Party (sorti en 1992). Ensuite, une nouvelle version a été enregistrée, et cette nouvelle version est sortie en single et parue sur le deuxième album studio de Take That, Everything Changes (sorti au Royaume-Uni le 11 octobre 1993).
Le single (avec la nouvelle version de cette chanson) est sorti au Royaume-Uni en février 1993. Il a débuté à la 2e place du hit-parade britannique (pour la semaine du 14 au 20 février 1993) et gardé cette place une semaine de plus.